# Beatriz de Espanha
Beatriz de Bourbon (São Ildefonso, 22 de junho de 1909 – Roma, 22 de novembro de 2002) foi uma Infanta da Espanha, filha do rei Afonso XIII e de sua esposa, a princesa Vitória Eugênia de Battenberg. Casou-se com Alessandro Torlonia, 5.º Príncipe de Civitella-Cesi. Ela era tia paterna do rei Juan Carlos I de Espanha.

## Biografia

### Início de vida
Beatriz nasceu em 22 de junho de 1909 no Palácio de São Ildefonso, era a terceira filha, a primeira menina, do rei Afonso XIII da Espanha e da princesa Vitória Eugênia de Battenberg. Ela tinha dois irmãos mais velhos: Afonso e Jaime, e quatro irmãos mais novos: Fernando (natimorto), Maria Cristina, João e Gonçalo. Seus avós paternos eram o rei Afonso XII da Espanha e Maria Cristina da Áustria e seus avós maternos eram o príncipe Henrique de Battenberg e Beatriz do Reino Unido, filha da rainha Vitória. Foi batizada com os nomes de Beatriz Isabel Frederica Afonsa Eugênia Cristina Maria Teresa Benvinda Ladisléia. Beatriz detinha o título de Infanta da Espanha e o direito ao tratamento de Sua Alteza Real.

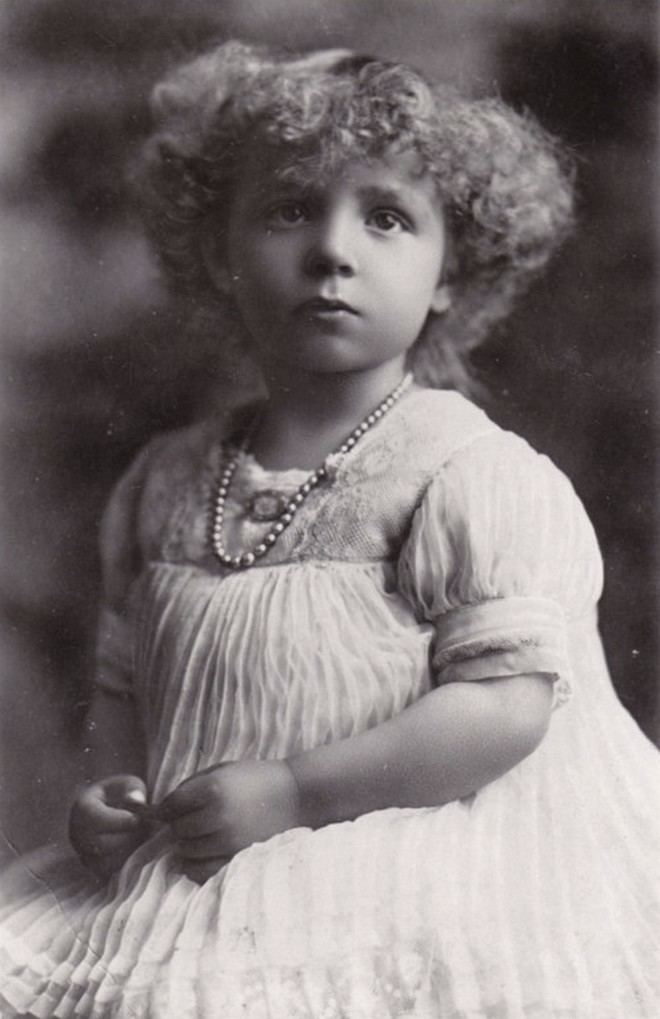
Beatriz por volta de 1913

A jovem infanta recebeu seus nomes em homenagem a sua avó materna, a princesa Beatriz, sua tia Isabel da Espanha, sua prima Frederica de Hanôver, ao seu pai, a sua avó paterna, a rainha Maria Cristina, e a imperatriz Eugênia de Montijo, viúva do imperador Napoleão III da França e madrinha de batismo da infanta Beatriz.
Beatriz foi educada no Palácio Real de Madrid, cercada por babás inglesas. Desde a infância, ela falava espanhol, francês e inglês. A infanta Beatriz e sua irmã mais nova, Maria Cristina, desejavam estudar em uma escola regular para damas nobres, mas foi-lhes negado. Segundo a tradição, as crianças da realeza eram ensinadas no palácio, cercadas por professores e governantas especialmente selecionados. As irmãs estudaram línguas, história, religião e tiveram aulas de piano e dança. Seus pais deram importância especial a atividades ao ar livre. Desde a infância, Beatriz começou a se envolver em esportes. Ela era uma boa nadadora, jogava tênis e golfe e montava a cavalo. A família real espanhola veraneava no Palácio de La Magdalena, em Santander, onde a infanta praticava esportes aquáticos. Os filhos dos reis da Espanha viajavam frequentemente para o Reino Unido para visitar sua avó materna, a princesa Beatriz, que morava no Palácio de Kensington, em Londres.

### Juventude

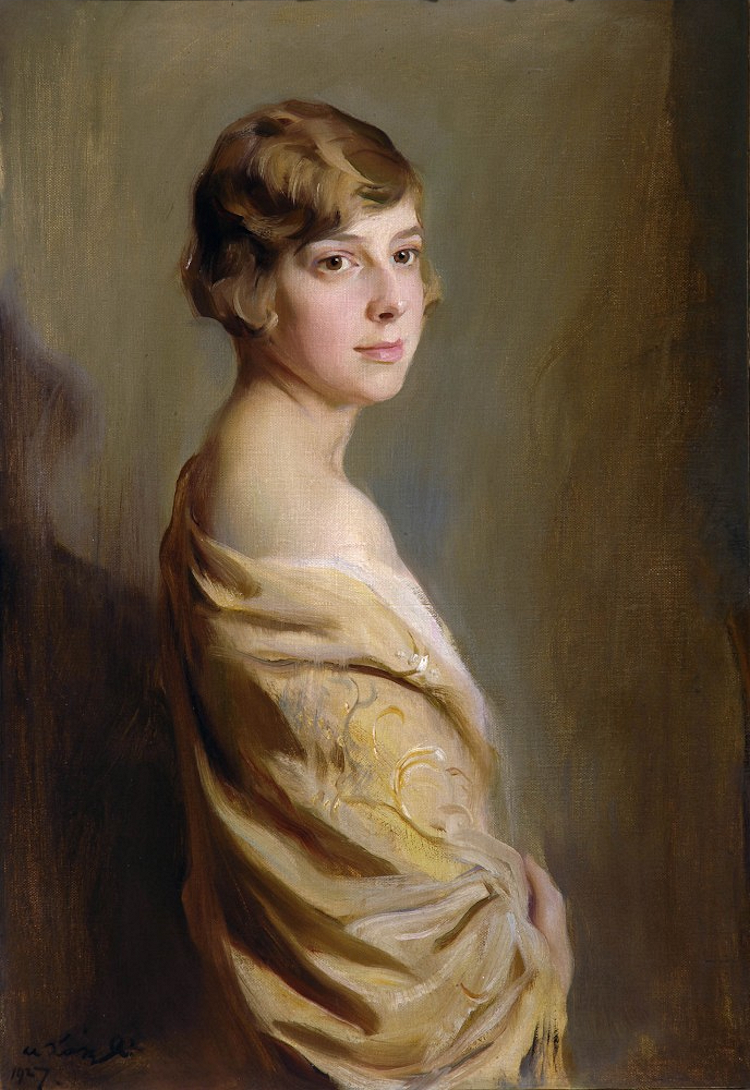
Retrato de 1927, por Philip de László

Desde o final da década de 1920, Beatriz e sua irmã participaram de vários eventos oficiais e visitaram várias organizações. A infanta mostrou interesse particular em questões de bem-estar animal. As irmãs cuidavam dos doentes, visitando a Cruz Vermelha em Madrid duas vezes por semana, das 9h às 13h e das 15h às 19h. Beatriz tornou-se presidente da Cruz Vermelha na cidade de Donostia, local de veraneio da família real espanhola no País Basco.
As duas infantas, sempre bem vestidas, contrastavam entre si, sendo uma loira e a outra morena. Beatriz lembrava o pai, ela era morena, alta e magra. Seu debut ocorreu em 1927, durante um baile real no Palácio Real de Madrid. Entre seus admiradores estavam o Duque de Alba. Dois irmãos da infanta: Afonso e Gonçalo, sofriam de hemofilia, o outro irmão Jaime era surdo-mudo, resultado de uma operação na infância. Somente seu irmão João, pai do futuro rei espanhol João Carlos I, nasceu saudável.
Em 1929, quando a infanta Beatriz completou vinte anos, ela se apaixonou pelo aristocrata espanhol Miguel Primo de Rivera e Saens de Heredia, filho do primeiro-ministro espanhol Miguel Primo de Rivera. No entanto, os pais de ambos amantes se opuseram fortemente a um possível casamento, e o primeiro-ministro enviou seu filho para o exterior. Devido ao fato de Beatriz e Maria Cristina poderem herdar o gene da hemofilia de sua mãe, o rei Afonso XIII relutava em procurar pretendentes de sangue real para suas filhas. Os companheiros constantes das irmãs em eventos oficiais eram seus primos Afonso, Álvaro e Ataulfo de Orleães. Na corte, acreditava-se que Beatriz se casaria com Afonso e Maria Cristina Álvaro, mas nada disso aconteceu - a conexão deles foi interrompida pela revolução espanhola.
Na família, a infanta Beatriz era chamada de Baby, ela era a preferida dos pais e irmãos. A vida confortável no Palácio Real de Madrid foi interrompida pela proclamação da Segunda República Espanhola.

### Exílio
O apoio que Afonso XIII prestou ao ditador Primo de Rivera apenas desacreditou o rei. As eleições realizadas em 12 de abril de 1931 foram desastrosas para a monarquia e, dois dias depois, a Segunda República Espanhola foi proclamada. Sem apoio militar, o rei decidiu deixar o país, mas não abdicou, esperando restaurar em breve a monarquia. A infanta Beatriz, sua mãe e irmãos (com exceção do infante João, que servia na Marinha Espanhola) permaneceram em Madrid. Seguindo o conselho dos apoiadores da monarquia, a rainha, juntamente com os filhos, seguiu de comboio para o exílio na França.
A família real espanhola foi primeiro para França e depois para Itália. Seus pais viveram pouco tempo junto depois, indo a mãe para o Reino Unido e depois para a Suíça. Os infantes viveram com a mãe por algum tempo. Em 1933, o rei Afonso mudou-se para a Itália, suas filhas seguiram o pai, onde começaram a viver na corte real italiana em Roma.
Em 1934, uma tragédia ocorreu na família, no dia 13 de agosto de 1934, o infante Gonçalo morreu prematuramente aos 19 anos de idade em Krumpendorf, na Áustria, em consequência de uma hemorragia interna produzida por um acidente de automóvel grave que conduzia sua irmã a infanta Beatriz.

### Casamento e filhos

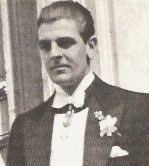
Alessandro Torlonia

Beatriz contraiu matrimônio na igreja do Santo Nome de Jesus de Roma, no dia 14 de Janeiro de 1935, com Dom Alessandro Torlonia, 5.º Príncipe de Civitella-Cesi, filho do príncipe Dom Marino Torlonia e da sua esposa, a norte-americana Mary Elsie Moore, mas como Alessandro era príncipe de uma casa não-reinante, Beatriz teve de renunciar aos seus direitos dinásticos ao trono espanhol. Eles tiveram quatro filhos:
- Sandra Torlonia (1936–2014)[18];
- Marco Torlonia (1937–2014)[19] 6.º Príncipe de Civitella-Cesi;
- Marino Torlonia (1939–1995);
- Olimpia Torlonia (1943).

### Últimos anos

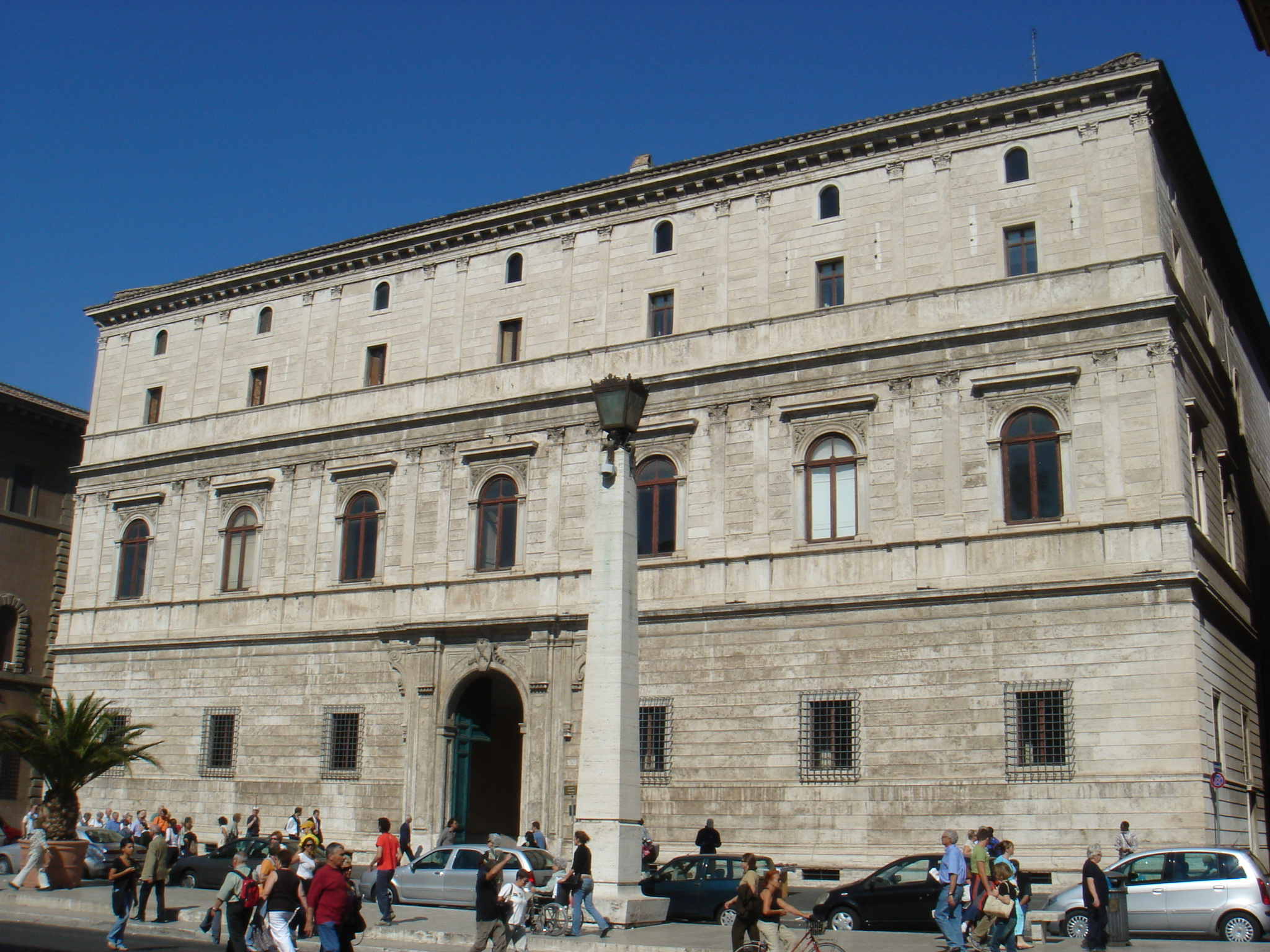
Palácio Torlonia

Depois do casamento, Beatriz e o marido estabeleceram-se no Palácio Torlonia, localizado na Via da Consolação, em Roma. Em 1941, o rei Afonso XIII morreu. A situação política na Itália começou a deteriorar-se devido à Segunda Guerra Mundial. A infanta Beatriz e sua família foram para Lausana, na Suiça, onde a rainha Vitória Eugênia residia. Após a guerra, o casal retornou à Itália, onde viveu até o fim de suas vidas.
Os Torlonia tentaram organizar o casamento de sua filha mais velha, Sandra, com o rei Balduíno da Bélgica.[carece de fontes?] Seu filho mais novo Marino Torlonia, morreu em 1995 de HIV. Sua filha Olympia Torlonia casou-se com Paul-Annick Weiller, filho do industrial e filantropo francês Paul-Louis Weiller. Entre seus seis filhos está a princesa Sibilla de Luxemburgo.
A infanta Beatriz morreu em Roma em 22 de novembro de 2002, aos 93 anos e 5 meses de idade. do rei Juan Carlos, da rainha Sofia e do Príncipe das Astúrias Filipe.

## Brasões

Brasão de Beatriz como Infanta de Espanha
Brasão de Beatriz como Princesa de Civitella-Cesi
Brasão usado durante o reinado João Carlos da Espanha